# Jorge Trías
Jorge Trías Sagnier (Barcelona, 13 de julio de 1948 - ibidem, 13 de abril de 2022) fue un abogado, político y escritor español.

## Biografía
Hijo del abogado y político Carlos Trías Bertrán, nació el 13 de julio de 1948. Fue hermano del filósofo Eugenio Trías y del escritor y ensayista Carlos Trías Sagnier.
Estudió en el colegio San Ignacio de los jesuitas, en Barcelona, y se licenció en derecho en la Universidad de Barcelona en 1970. Asimismo, se diplomó en Técnicas de Gestión Empresarial (TEGE) ese mismo año en ESADE. Hizo el servicio militar en el cuerpo de Intendencia de Melilla (África) durante quince meses.
Casado y divorciado, fue padre de tres hijas —Georgina, Eugenia y Carlota—; Georgina fue elegida diputada de Vox por la provincia de Ávila en 2019.

## Trayectoria
Fue secretario general de la Lliga de Catalunya entre 1975 y 1976. De 1977 a 1979 fue asesor del ministro de Justicia y colaboró con los directores generales de Instituciones Penitenciarias en la reforma de las cárceles, primero con Jesús Haddad, que fue asesinado por los GRAPO, y luego con Carlos García Valdés, catedrático de Derecho Penal. También fue tesorero del Colegio de Abogados de Madrid hasta 1996.
Como abogado, llevó casos de gran trascendencia. Consiguió que se condenase al exgeneral belga de las SS León Degrelle tras un largo proceso que tuvo su recompensa en el Tribunal Constitucional, que otorgó el amparo a Violeta Friedman. Igualmente llevó la defensa del juez Javier Gómez de Liaño.
Fue consejero del diario ABC y columnista durante cuarenta años. Desde 2012 escribía en el diario El País.

## Partido Popular
Militante del Partido Popular (PP) y diputado a Cortes entre 1996 y 2000, fue colaborador de la Fundación FAES, presidida por José María Aznar. Como diputado propuso el denominado Contrato de Unión Social para otorgar determinados derechos similares a los del matrimonio a las parejas homosexuales. Fue portavoz del Grupo Parlamentario Popular en la Comisión Constitucional y en el año 2000 fue Comisionado por las Cortes Generales ante la Comisión que estaba elaborando, en Bruselas y Estrasburgo, la Carta de los Derechos Fundamentales de los Ciudadanos de la Unión, Carta que posteriormente fue incorporada a la Constitución Europea y, finalmente, al Tratado de Lisboa.

## Corrupción política
En enero de 2013, en el diario El País, denunció la corrupción política en el llamado caso Bárcenas, que afectaba a toda la cúpula del PP, y pedía a los tesoreros del partido que aportaran la información disponible sobre la contabilidad B. En junio de 2018 publicó el libro El baile de la corrupción (Ediciones B).

## Obras
Obras y artículos en revistas
- ¿Qué es el catalanismo?, Cuenta y razón del pensamiento actual, ISSN 0211-1381, N.º 94, 1995, pags. 78-81
- Informática y privacidad. ¿Se pueden poner puertas al campo?, Cuenta y razón del pensamiento actual, ISSN 0211-1381, N.º 63, 1992, pags. 98-101
- Reformas de Código Penal, Cuenta y razón del pensamiento actual, ISSN 0211-1381, N.º 64, 1992, pags. 55-57

Obras colectivas
- Una sentencia singular (STC 214/1991), La Constitución y la práctica del derecho / coord. por Julián Martínez-Simancas Sánchez, Manuel Aragón Reyes, Vol. 3, 1998, ISBN 84-85533-56-9, pags. 2587-2604

Libros
- Catalanismo y constitución, Madrid: Fundación para el Análisis y los Estudios Sociales, 1998. ISBN 84-89633-81-9
- La cocina de la justicia, Barcelona. Difusiónjurídica, 2009
- Desde la incertidumbre, Granada. La Veleta, 2ª edición, 2009
- Donde el amor habita, Valencia. Pre-Textos, 2013
- El baile de la corrupción, Ediciones B, 2018
- Violeta Friedman contra León Degrelle, Hebraica ediciones, 2021
- Buscando a Dios, 2022